# Марк Уммидий Квадрат Анниан
Марк Умми́дий Квадра́т Анниа́н (лат. Marcus Ummidius Quadratus Annianus; родился в 138 или 139 году, Римская империя — казнён в 182 году, Рим, Римская империя) — римский политический деятель из плебейского рода Уммидиев, ординарный консул 167 года.

## Биография
Анниан был сыном сестры императора Марка Аврелия Аннии Корнифиции Фаустины и консула-суффекта 146 года Гая Уммидия Квадрата Анниана Вера. Таким образом, по линии матери Анниан был родственником правящей династии Антонинов. В 167 году, во время правления императоров Марка Аврелия и Луция Вера, Анниан был назначен ординарным консулом. После своего консульства он усыновил старшего сына сенатора и философа Гнея Клавдия Севера; его приёмный сын принял имя Марк Клавдий Уммидий Квадрат.
Когда Марк Аврелий умер в 180 году, на престол вступил его беспутный сын и двоюродный брат Анниана — Коммод. В 182 году вдова Луция Вера и сестра Коммода Луцилла решила убить брата и заменить его своим вторым супругом, консуляром (бывшим консулом) Тиберием Клавдием Помпеяном. Анниан, его приёмный сын и сестра были вовлечены в заговор. Впрочем, попытка убийства провалилась, и после этого Анниан был убит.